# Ljapis Trubeckoj
Ljapis Trubeckoj (bjeloruski: Ляпіс Трубяцкой; ruski: Ляпис Трубецкой) - bjeloruska rock grupa.
Obilježja grupe su dojmljivi nastupi uživo i kvalitetni glazbenih spotovi. U svojoj glazbi koriste bjelorusku folklornu umjetnost i umjetnost totalitarnog sovjetskog razdoblja. 
Ljapis Trubeckoj je osnovan je u Minsku 1990., zalaganjem studenta Sergeja Mihaloka. Ime grupe potječe od popularnog junaka Lapisa Nicefora pod pseudonimom Trubeckoj iz sovjetske knjige "Dvanaest stolica" Ilje Ilfa i Jevgenije Petrove. Grupa pjeva uglavnom na ruskom i bjeloruskom, iako također ima stihove na ukrajinskom i engleskom.
U proljeće 2011., grupa je došla na crnu listu Ministarstva kulture Bjelorusije, što je rezultiralo zabranom rada u Bjelorusiji. Unatoč problemima u zemlji, grupa djeluje u inozemstvu, uglavnom u Ukrajini i Rusiji. 
Najpoznatije pjesme su: „Kapital“ i "Belarus Freedom", koja govori o političkoj situaciji u zemlji te se smatra neslužbenom himnom bjeloruske oporbe.
Dobili su velik broj glazbenih nagrada u Bjelorusiji, Rusiji i Portugalu, ponajviše za glazbene spotove.

## Albumi
| Godina izdavanja | Originalni naziv                            | Naziv na engleskom                             | Diskografska kuća |
| ---------------- | ------------------------------------------- | ---------------------------------------------- | ----------------- |
| 2012.            | Рабкор                                      | Rabcor                                         | Sojuz             |
| 2011.            | Весёлые картинки                            | Funny pictures                                 | Sojuz             |
| 2010.            | Грай (сингл)                                | Play!                                          | Eastblok Music    |
| 2010.            | Agitpop                                     | Agitpop (German collection)                    | Eastblok Music    |
| 2009.            | Культпросвет                                | Kultprosvet                                    | Deti Solnca       |
| 2008.            | Manifest                                    | Manifesto                                      | Deti Solnca       |
| 2007.            | Капитал                                     | Capital                                        | Nikitin           |
| 2006.            | Мужчины не плачут                           | Men Don't Cry (Soundtracks)                    | Birds Fabric      |
| 2004.            | Аргентина                                   | Argentina                                      | Deti Solnca       |
| 2004.            | Золотые яйцы                                | Golden Eggs                                    | Sojuz             |
| 2003.            | Чырвоны кальсоны (макси-сингл)              | Red Pants                                      | Birds Fabric      |
| 2001.            | Ляписденс - 2                               | Lyapis-dance - 2                               | Sojuz             |
| 2001.            | Юность                                      | Youth                                          | GRAND             |
| 2000.            | Тяжкий                                      | Heavy                                          | REAL              |
| 2000.            | Всем девчонкам нравится                     | Liked by All the Girls                         | Sojuz             |
| 1999.            | Ляписденс                                   | Lyapis-dance                                   | Sojuz             |
| 1999.            | Красота                                     | Beauty                                         | Sojuz             |
| 1998.            | Любови капец: архивные записи 1992. – 1995. | Love is gone: archive recordings 1992. – 1995. | Sojuz             |
| 1998.            | Ты кинула                                   | You Gave Me Up                                 | Sojuz             |
| 1997.            | Смяротнае вяселле                           | Mortal Carnival                                | No Label          |
| 1996.            | Ранетое сердце                              | Wounded Heart                                  | Satis             |
| 1995.            | Любови капец! — Live '95                    | Love is gone! — Live '95                       | Satis             |